# Linby
Linby est une paroisse civile et un village du Nottinghamshire, en Angleterre.